# 虎丸
虎丸（とらまる）は、日本で建造された最初の機械動力付き鋼鉄製石油タンカーである。1908年に日立造船の前身である大阪鉄工所で建造された。

## 船歴
「虎丸」は、1908年（明治41年）9月に、大阪鉄工所で、スタンダード石油の発注により建造された。石炭燃料のレシプロエンジンを動力とした船尾機関型船体で、船体材質は鋼鉄である。タンカーとしてはごく小型の沿岸用で、総トン数531トン、タンク容量は400トンである。本船以前に日本で建造されたタンカーとしては、1907年（明治40年）または1908年に新潟鐵工所が国油共同販売所（日本石油と宝田石油が共同設立）向けに建造した「宝国丸」（94総トン）があるが、船体は鋼鉄製でも推進方式はスクーナー型の帆船であった。したがって、本船が、機械動力付きのものとしては初の日本製の鋼鉄製タンカーということになる。
1915年（大正4年）に、スタンダード石油から日本石油に売却された。その後、山陽燃料、佐野安造船所と船主を転々と変え、最終的に宇和島運輸が取得した。船主が宇和島運輸となっている1939年（昭和14年）時点では、用途種別がタンカーではなく貨物船となっており、登録総トン数も531トンから500トンに変わっている。
「虎丸」の最期は、太平洋戦争末期の1945年（昭和20年）5月6日に、朝鮮半島の木浦南西8海里（約15km）付近の洋上で、アメリカ海軍の陸上航空機の空襲を受けて撃沈された。ただし、松井（1995年）では喪失日が5月16日となっている。また、最終時の船名を「第一虎丸」とする資料もある。